# Nalende
Nalende (aussi Narende ou Narendi) est une localité du Cameroun, située dans l'arrondissement d'Ekondo-Titi, le département du Ndian et la Région du Sud-Ouest.

## Population
La localité comptait 112 habitants en 1953, 147 en 1968-1969 et 147 en 1972, principalement des Balue.
Lors du recensement national de 2005, on y a dénombré 572 personnes.

## Économie
Le village vit principalement de l'exploitation des forêts environnantes